# 源道成
源 道成（みなもと の みちなり、生年不詳 - 長元9年〈1036年〉）は、平安時代中期の貴族。醍醐源氏盛明流、左京権大夫・源則忠の子。官位は正四位下または従四位上・備後守。

## 経歴
春宮・居貞親王の春宮少進を経て、寛弘7年（1010年）従五位下・若狭守に叙任される。その後、信濃守・因幡守・隠岐守・備後守と一条朝末から後一条朝にかけて受領を歴任し、位階は正四位下または従四位上に至った。
長元9年（1036年）卒去。

## 人物
藤原兼綱室であった娘が没した後、越前守として任地に向かう兼綱に対して道成が贈った和歌が『後拾遺和歌集』に採録されている。

## 官歴
- 寛弘6年（1009年） 4月24日：春宮少進（春宮・居貞親王）[1]
- 時期不詳：従五位下
- 寛弘7年（1010年）3月8日：見若狭守[2]
- 長和3年（1014年）5月1日：見右馬権頭兼若狭守[3]。日付不詳：去守[4]
- 寛仁元年（1017年）10月7日：見信濃守[2]
- 治安3年（1023年）6月23日：因幡守[3]
- 長元4年（1031年）正月25日：見前隠岐守[3]
- 時期不詳：正四位下または従四位上[5]。備後守[6]
- 長元9年（1036年） 日付不詳：卒去[7]

## 系譜
『尊卑分脈』による。
- 父：源則忠
- 母：長門守仲忠の娘
- 妻：平親信の娘
  - 男子：源則成
  - 男子：源兼長
- 妻：長門守仲光の娘
  - 男子：源定成（1002-1044）
- 生母不詳の子女
  - 男子：源基成
  - 女子：藤原兼綱室